# Hanikase
Koordinaten: 57° 52′ N, 27° 24′ O
Hanikase (deutsch Hainkap) ist ein Dorf (estnisch küla) im Südosten Estlands. Es gehört zur Landgemeinde Võru im Kreis Võru (bis 2017 Landgemeinde Orava im Kreis Põlva).

## Einwohnerschaft und Lage
Das Dorf hat 74 Einwohner (Stand 31. Dezember 2011). Es liegt 26 Kilometer nordöstlich der Stadt Võru.
Durch das Dorfgebiet fließen die Bäche Tuderna oja und Liinamäe oja.

## Geschichte
Der Ort wurde erstmals 1561 als Klein-Wayguzicza erwähnt. 1627 wird er als Klein Wagositz dem Gesinde Hayniglas Peter erwähnt. Allmählich ging dann der Gesindename auf das ganze Dorf über und der alte Ortsname verschwand.
Von 1873 bis 1997 gab es in Hanikase eine Schule. Heute befindet sich im alten Gebäude die Bücherei des Ortes.